# Orhan Tuş
Orhan Tuş – turecki bokser, srebrny medalista Mistrzostw Europy z roku 1959 w wadze piórkowej, złoty medalista Mistrzostw Bałkanów 1960.

## Kariera
W maju 1959 zajął 3. miejsce na 13. Mistrzostwach Europy w Lucernie. W 1/8 finału pokonał na punkty reprezentanta gospodarzy, Szwajcara Ernsta Cherveta. W ćwierćfinale wyeliminował Szkota George'a Judge'a, pokonując go przez techniczny nokaut w drugiej rundzie. W półfinale kategorii piórkowej przegrał z reprezentantem Niemiec Zachodnich Peterem Goschką.
W 1960 był mistrzem Bałkanów w kategorii piórkowej, a w 1961 wicemistrzem.